# 名犬
名犬（めいけん）とは、優れた犬、卓越した犬などを示す言葉である。犬の聡明さが名犬の条件とされることもあるが、人間への忠誠心の篤い犬をこのように呼ぶこともある。地域的に、またもっと広い領域で広く人々に知られた犬のことである。

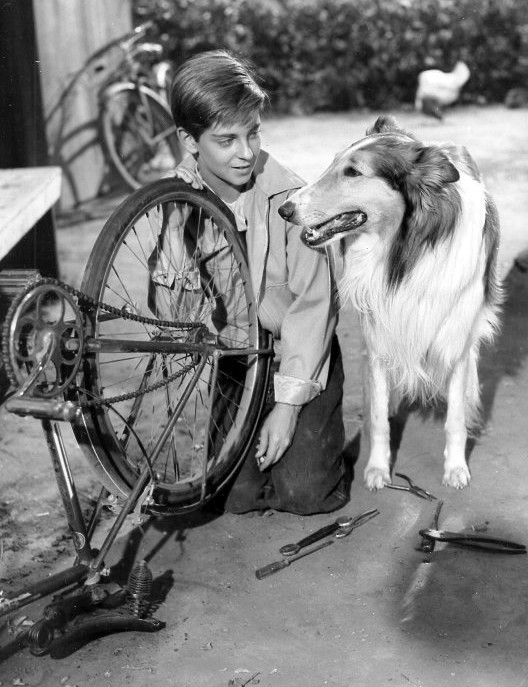
テレビドラマ「名犬ラッシー」(1954年～)

## 概説
犬は動物の中でも比較的知能が高く、それ故、ラッシーがそうであるコリー種などには、極めて聡明な犬が多くいる。他方で、あまり頭の良くない犬もおり、「馬鹿犬」などと呼ばれたりする。
犬はまた、貴重な品種や有名な品種の犬を、「名犬」と呼ぶことが稀にある。その場合でも、聡明さが条件に加わっていることが多い。「駄犬」という言葉もあるが、これは「馬鹿な犬」という意味ではなく、人間から見て価値がないような犬である。他に「純血種の犬」とか「雑種犬」などがある。

### 架空の犬
架空の犬としては、名犬ラッシー、名犬ロンドン、名犬リンチンチンがアメリカ・カナダ系の犬として名犬として著名である。
ラッシーやロンドン、リンチンチン(リンティンティン)は「聡明さ」で評価されているとも言える。また人間への忠誠心や愛情でも名犬とされる。名犬ロンドン物語の名犬ロンドンは少し違い、ラッシーに似た面もあるが、放浪の犬で、人間にとって望ましい活動を密かに行うが、出会っては別れるということを繰り返す。忠誠心というより、人間に対し愛情を持つ不思議な犬である。
架空の犬としては、オラフ・ステープルドンの作品『シリウス』に出てくるシリウスや、クリフォード・D・シマックの『都市』に登場する犬たちがあるが、シリウスは人間並、いや人間以上に知能の高い犬であり、シマックの作品に登場する犬も、人間の代わりに地上の霊長存在として智慧を持つ犬である。
アンパンマンにおける「めいけんチーズ」は「めいけん」という犬種である。

### 実在の犬
実在の犬としては、アルプスの救助犬や、警察などで犯人捜査や麻薬探知に従事する警察犬があり、これらの犬も、優れた犬は「名犬」と呼ばれることがある。人間の補助をする犬も近年は多数活躍しており、それらのなかには名犬に相応しい犬もいる。
また、初代の名犬ラッシーを演じた、ドッグアクター（犬の俳優）のパルなども、聡明な犬であり、名犬と呼ばれる資格がある。
実在した犬で、日本の忠犬ハチ公などは、名犬というよりも「忠犬」と呼ばれる。これは犬の聡明さというより主人に対する忠誠や愛情が評価されていると言える。またスコットランドのエディンバラで有名なグレーフライアーズ・ボビーも、どちらかといえば、忠犬である。